# Macaranga villosula
Macaranga villosula är en törelväxtart som beskrevs av Ferdinand Albin Pax och Käthe Hoffmann. Macaranga villosula ingår i släktet Macaranga och familjen törelväxter. Inga underarter finns listade i Catalogue of Life.